# Gérard Cornuéjols

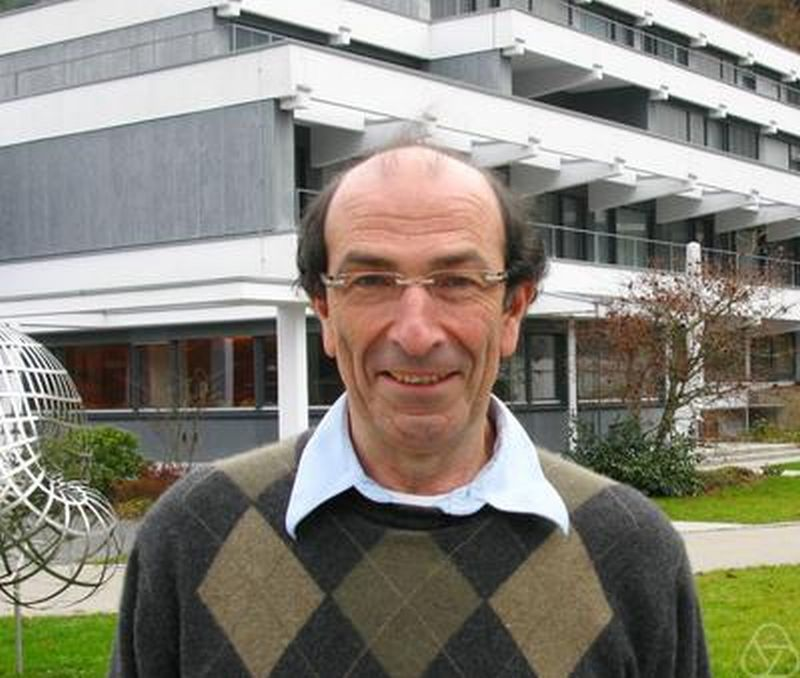
Gérard Cornuéjols, Oberwolfach 2011

Gérard P. Cornuéjols (* 1950) ist ein französischer Mathematiker, der sich insbesondere mit Operations Research und Kombinatorik (Graphentheorie) beschäftigt.

## Leben
Cornuéjols machte 1974 seinen Abschluss an der Ecole nationale de ponts et chaussées (ENPC) in Paris und wurde 1978 an der Cornell University promoviert. Er ist Direktor der Fakultät für Operations Research an der Tepper School of Business der  Carnegie Mellon University (IBM University Professor of Operations Research).

## Forschung
Mit Maria Chudnovsky, Paul Seymour und anderen zeigte er 2005 durch Angabe eines Algorithmus, dass in polynomialer Zeit bestimmt werden kann, ob ein Graph perfekt ist. Er lieferte wichtige Beiträge zur 2002 durch Seymour, Chudnovsky, Robertson und Thomas bewiesenen Starken Vermutung über Perfekte Graphen.
Neben Operations Research (zum Beispiel Facility Location) und Graphentheorie beschäftigte er sich mit gemischt-ganzzahliger Optimierung, Optimierungsmethoden in der Finanzmathematik und kombinatorischer Optimierung.
Er ist Herausgeber von Mathematics of Operations Research. Zu seinen Doktoranden gehört Michele Conforti.

## Preise und Ehrungen
- 1977: Frederick-W.-Lanchester-Preis[3]
- 2000: Fulkerson-Preis für Decomposition of balanced matrices, Journal of Combinatorial Theory, Series B, Bd. 77, 1999, S. 292–406 (mit Michele Conforti und M. R. Rao)
- 2004: Outstanding Paper Prize, SIAM
- 2009: Dantzig-Preis
- 2011: John-von-Neumann-Theorie-Preis
- 2015: Frederick-W.-Lanchester-Preis[3]
- 2016: Aufnahme in die National Academy of Engineering

Cornuéjols war außerdem 1982 Humboldt Fellow. 2002 war er Invited Speaker auf dem Internationalen Mathematikerkongress in Peking (The strong perfect graph conjecture).

## Schriften
- mit Michele Conforti, Giacomo Zambelli Polyhedral Approaches to Mixed Integer Linear Programming, in Michael Juenger (Herausgeber) 50 Years of Integer Programming, Springer Verlag 2009, S. 343–386
- mit Reha Tutuncu Optimization Methods in Finance, Cambridge University Press 2007
- Combinatorial Optimization: Packing and Covering, SIAM, 2001